# Paul Caillaud
Pour les articles homonymes, voir Caillaud.
Paul Caillaud, né le 14 septembre 1917 à La Copechagnière (Vendée) et mort à La Roche-sur-Yon (Vendée) le 15 août 2008, est un homme politique français.

## Carrière politique
Paul Caillaud, pharmacien de profession, est élu le 16 décembre 1961 maire de La Roche-sur-Yon. Il reste à ce poste jusqu'au 14 mars 1977, date à laquelle le socialiste Jacques Auxiette remporte la mairie. On peut retenir de son mandat la fusion de la mairie de La Roche-sur-Yon, avec celles de Saint-André-d'Ornay et du Bourg-sous-la-Roche en 1964.
En 1967, il est élu député de Vendée aux dépens du candidat sortant Lionel de Tinguy du Pouët. Il est réélu en 1968, en 1973 et en 1978. Il siège d'abord sous l'étiquette des Républicains indépendants avant de rejoindre l'UDF en 1978. Candidat en 1981 comme suppléant de Philippe Mestre, il quitte alors l'Assemblée nationale.
Son frère, Martial Caillaud, est maire de L'Herbergement de 1965 à 1987 et conseiller général du canton de Rocheservière de 1973 à 1987.
Son neveu Dominique Caillaud, fils du précédent, est maire de Saint-Florent-des-Bois de 1977 à 2008, conseiller général de la Vendée de 1988 à 2001, et député de la 2e circonscription de la Vendée de 1997 à 2012.

## Distinctions
- Chevalier de la Légion d'honneur